# ستون حنانه
ستون حَنّانه (به معنی ستون گریه کننده) نامی است که به یکی از ستون‌های چوبی مسجد النبی در مدینه عربستان داده شده‌است.  
محل این ستون را در سمت مغرب محراب پیامبر اسلام و نزدیک‌ترین ستون‌ها به محراب نماز پیامبر اسلام و چسبیده به دیوار قبلی مسجد دانسته‌اند.
«محمد، پیامبر اسلام ، پیش از اتمام ساختمان مسجد به هنگام سخن راندن پشتش را به این ستون که از تنه نخل ساخته شده‌بود تکیه می‌داده و زمانی که پس از آن تصمیم گرفت از بالای منبر سخنرانی کند این ستون آغاز به نالیدن کرد. پس از آن محمد، این ستون را در بر گرفت تا آرام شد.»
داستان‌ها می‌نویسند که این درخت بعداً دفن شد یا به دستور محمد درخت را کندند (و در زیر منبر) خاک کردند یا بنی امیه هنگام نوسازی مسجد این درخت را بریدند.
شاعران گوناگون از جمله مولوی در بیت‌هایی از اشعار خود از این ستون یاد کرده‌اند:
| بنواخت نور مصطفی آن اُستُن حنانه را |  | کمتر ز چوبی نیستی حنانه شو حنانه شو |

و یا:
| سرمست چنان خوبی کی کم بود از چوبی |  | برخاست فغان آخر از استن حنانه |

گفته شده که این ستون را «علم رسول‌الله»، «جزعه» و «مخلقه» هم می‌نامیدند. مخلقه به معنای عطرآگین است  و در توضیح آن آمده‌است که این نام‌گذاری برای آن است که بر این ستون عطر و عود می‌سوزاندند یا این‌که یاران پیش از دیدار با محمد در این مکان خود را عطرآگین می‌کردند.